# .300 Winchester Short Magnum
300 Winchester Short Magnum (також відомий 300 WSM) пляшкоподібний короткий набій магнум .30 калібру зі зменшеним фланцем, який в 2001 році представила компанія Winchester.

## Специфікація
Загальна довжина набою становить 72,6 мм. Довжина гільзи становить 53,34 мм. Діаметр кулі становить .308 in (7,82 мм), що є загальним для всіх набоїв .30 калібру в США. Принцип роботи короткого патрона Magnum полягає в розташуванні великих об'ємів пороху ближче до отвору займання капсуля, що призводить до більш рівномірного запалення. Об'єм гільзи .300 WSM становить 80 гран H
2O. Набій .30-06 Springfield містить 69 гран H
2O; .308 Winchester - 56 гран H
2O; 30-30 Winchester - 45 гран H
2O. Набій .300 Winchester Magnum має об'єм 93,8 грани H
2O. Набій має балістичну продуктивність дуже схожу на набій .300 Winchester Magnum, проте набій .300 WSM містить на 14 гран пороху менше. Дзеркальний зазор набою .300 WSM обраховують по плечу, а в старому набої .300 Winchester Magnum обраховували по пояску.
Перевага цього набою в тому, що балістичні характеристики майже ідентичні .300 Winchester Magnum при стрільбі з легшої гвинтівки з більш коротким затвором, що спалює на 8–10% менше від пороху. Недоліком конструкцій гільз із відносно великими діаметрами головки гільз є відносно великі зусилля затвора, що впливають на замикаючий механізм вогнепальної зброї. 
Крім того, при роботі з маленькими кільцями більший діаметр патронника знімає більше сталі з шпильки стволу, що робить його слабшим у радіальному напрямку.

## Використання
Набій .300 WSM підходить для полювання на всю велику дичину в тому числі (але не обмежуючись цим): лосів, чорних, бурих ведмедів, вапіті, чорнохвостих та білохвостих оленів в лісах та на рівнинах, де потрібні далекі постріли з пласкою траєкторією. Також набій .300 WSM використовують в стендовій стрільбі.
Діаметр кулі набою .300 WSM становить .308 in (7,82 мм) і може споряджатися різними кулями цього калібру.

## Попередження
300 WSM - це проблемний набій Delta L, це означає, що він може викликати несподівані проблеми з заряджанням та/або живленням. Набій .300 Remington Short Action Ultra Magnum має дуже схожу має такі самі параметри, але не є взаємозамінним.

### Дулова швидкість
- 165 гран (10,69 г) Full Metal Jacket (FMJ): 3,223 ft/s (982 м/с)
- 180 гран (11,66 г) Full Metal Jacket (FMJ): 3,095 ft/s (943 м/с)

## Порівняння
| Набій              | Вага кулі (гран) | Muzzle velocity (фут-за-секунду) | Дулова енергія (фут-фунт) |
| ------------------ | ---------------- | -------------------------------- | ------------------------- |
| 300 WSM            | 200              | 2822                             | 3536                      |
| .300 RSAUM         | 200              | 2790                             | 3456                      |
| .300 Win Mag       | 200              | 2850                             | 3607                      |
| .300 Wby Mag       | 200              | 3060                             | 4158                      |
| .300 RUM           | 200              | 3154                             | 4417                      |
| .30-06 Springfield | 200              | 2569                             | 2930                      |